# Polystichum lobatum x braunii
Polystichum lobatum x braunii là một loài dương xỉ trong họ Dryopteridaceae. Loài này được Fomin mô tả khoa học đầu tiên năm 1909.
Danh pháp khoa học của loài này chưa được làm sáng tỏ. 

## Hình ảnh